# Delta Persei
Désignations
Delta Persei (δ Per / δ Persei) est une étoile de 3e magnitude de la constellation de Persée. En astronomie chinoise, elle fait partie de l'astérisme Tianchuan, qui représente un bateau.
Delta Persei est une géante bleue de type spectral B5III. C'est la seconde étoile la plus lumineuse de l'amas ouvert d'Alpha Persei, derrière Alpha Persei (Mirfak) elle-même. Delta Persei est située à environ 530 années-lumière de la Terre.